# ブリキ (イラストレーター)
ブリキは、日本のイラストレーター。大阪府在住。ストレートエッジ所属。『このライトノベルがすごい!2012』でイラストレーター部門第1位を獲得した。『電波女と青春男』が初の挿絵仕事である。
得意ジャンルは美少女であり、美麗さ、透明感が色濃く投影された画風である。

## 作品

### 小説の表紙・挿絵
ライトノベル
- 『電波女と青春男』（原作：入間人間、電撃文庫刊）全8巻+1巻
- 『魔界探偵 冥王星O ウォーキングのW』（原作：越前魔太郎、電撃文庫刊）単巻
- 『トカゲの王』（原作：入間人間、電撃文庫刊）既刊5巻
- 『僕は友達が少ない』（原作：平坂読、MF文庫J刊）全11巻
- 『戦闘機少女クロニクル』（原作：瑠莉丸タクマ、電撃文庫刊）既刊1巻
- 『俺を好きなのはお前だけかよ』（原作：駱駝、電撃文庫刊）全17巻
- 『シャインポスト ねえ知ってた？ 私を絶対アイドルにするための、ごく普通で当たり前な、とびっきりの魔法』（原作：駱駝、電撃文庫刊）既刊3巻

ジュブナイルポルノ
- 『ツンプリ 愛してお姫様』（原作：神崎美宙、二次元ドリーム文庫刊）既刊1巻
- 『退魔教師希彩 羞虐の学園』（原作：天戸祐輝、二次元ドリーム文庫刊）既刊1巻

### 漫画
- 『とーわさんと。』（原作：入間人間）

### CDイラスト
- 『The Grimoire Of Alice』（出展サークル：Pizuya's Cell x MyonMyon）
- 『NUCLEAR BLAST』（出展サークル：Pizuya's Cell x MyonMyon）
- 『Resurrection Ballad』（出展サークル：Pizuya's Cell x MyonMyon）
- 『Shooting Star』（出展サークル：ぴずやの独房）
- 『Rising Star』（出展サークル：ぴずやの独房）

### アニメ
- 俺の妹がこんなに可愛いわけがない 第2話 EDイラスト
- 魔法少女まどか☆マギカ 第11話 予告イラスト
- 僕は友達が少ない 第12話 EDイラスト
- 偽物語 第10話 提供バックイラスト
- ソードアート・オンライン 第6話 提供バックイラスト
- 凪のあすから キャラクター原案
- ロクでなし魔術講師と禁忌教典 第6話 EDイラスト
- シャインポスト キャラクター原案

### ゲーム
- シャインポスト Be Your アイドル! キャラクターデザイン原案

### その他
- とある科学の超電磁砲(レールガン)7巻巻末イラスト